# Famiglie di banchieri
Le famiglie di banchieri sono famiglie coinvolte nell'attività bancaria da più generazioni, nell'era moderna, in genere, come proprietario o co-proprietari di banche, che spesso prendono il nome dalla loro famiglia. le famiglie di banchieri sono state importanti nella storia della banca, specialmente prima del XX secolo.

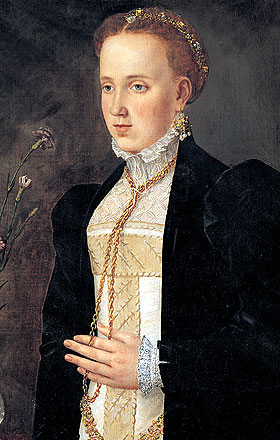
Philippine Welser, un membro della famiglia patrizia di banchieri Welser, e moglie di Ferdinando II, arciduca d'Austria
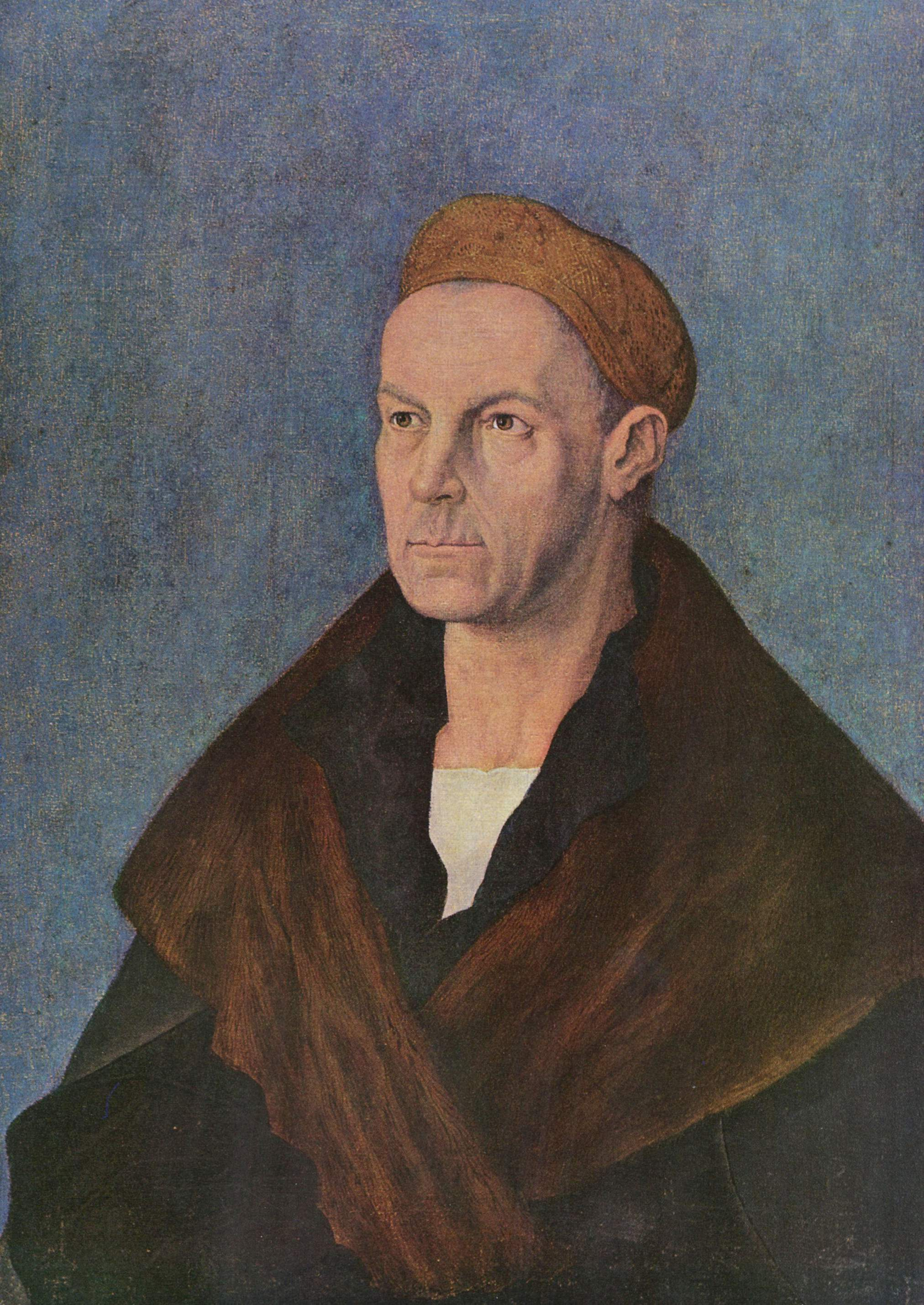
Jakob Fugger, della famiglia Fugger
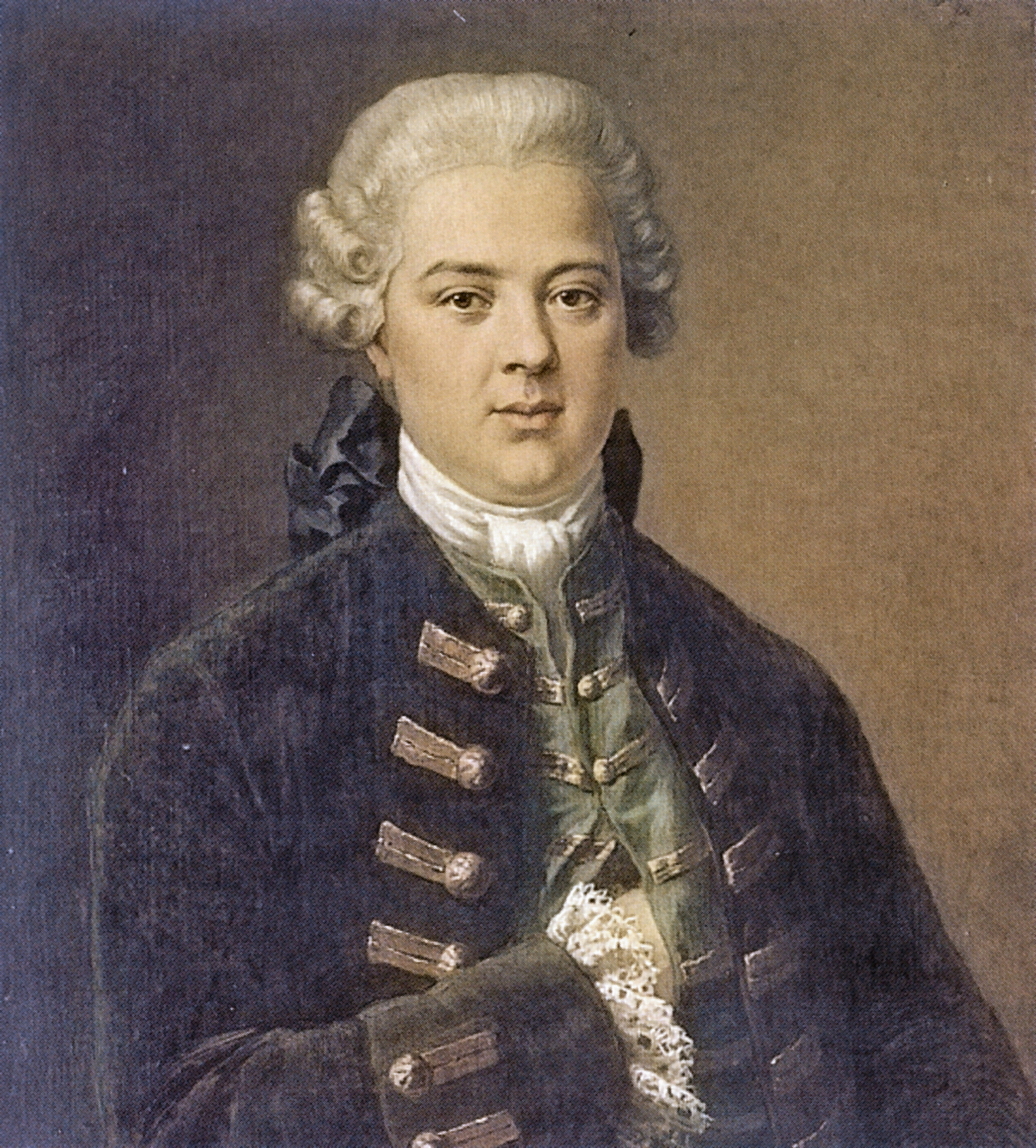
Johann Hinrich Gossler (1738–90), della famiglia Berenberg-Gossler
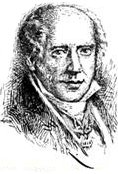
Mayer Amschel Rothschild (1744 –1812), della famiglia Rothschild
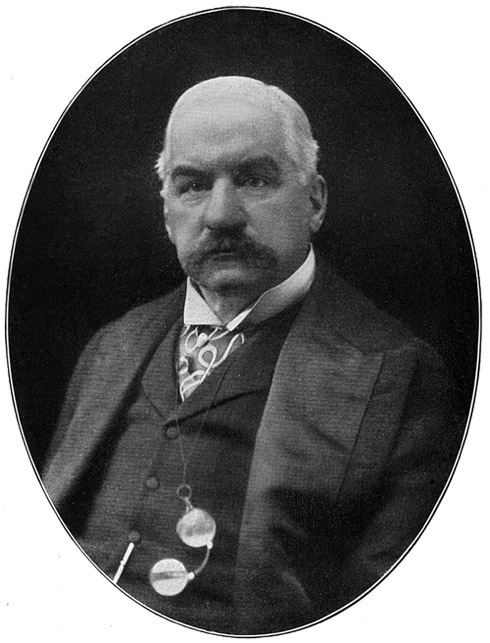
John Pierpont Morgan (1837 –1913), della famiglia Morgan
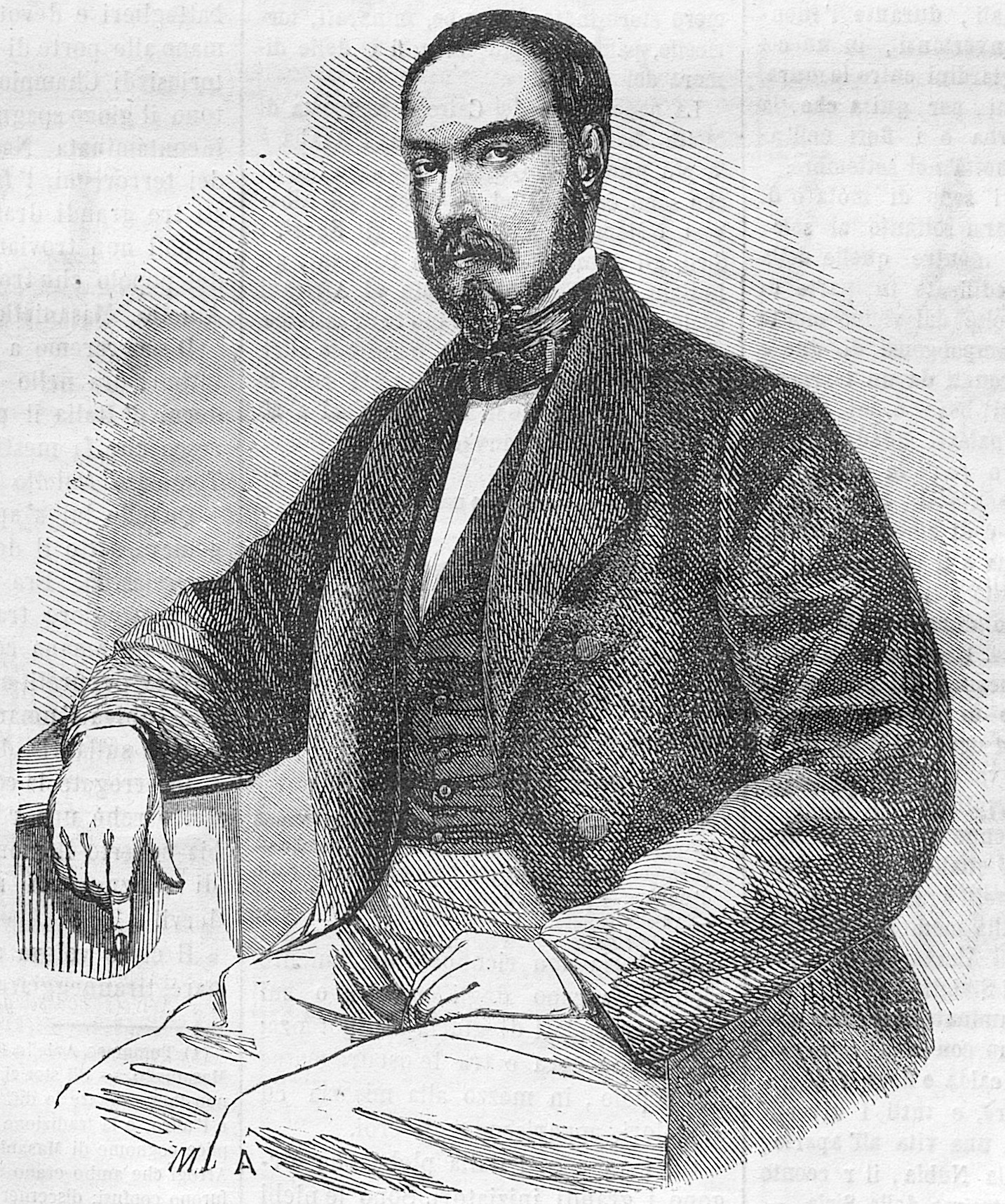
Giuseppe Natoli (1825–1867), della famiglia Natoli de Nanteuil
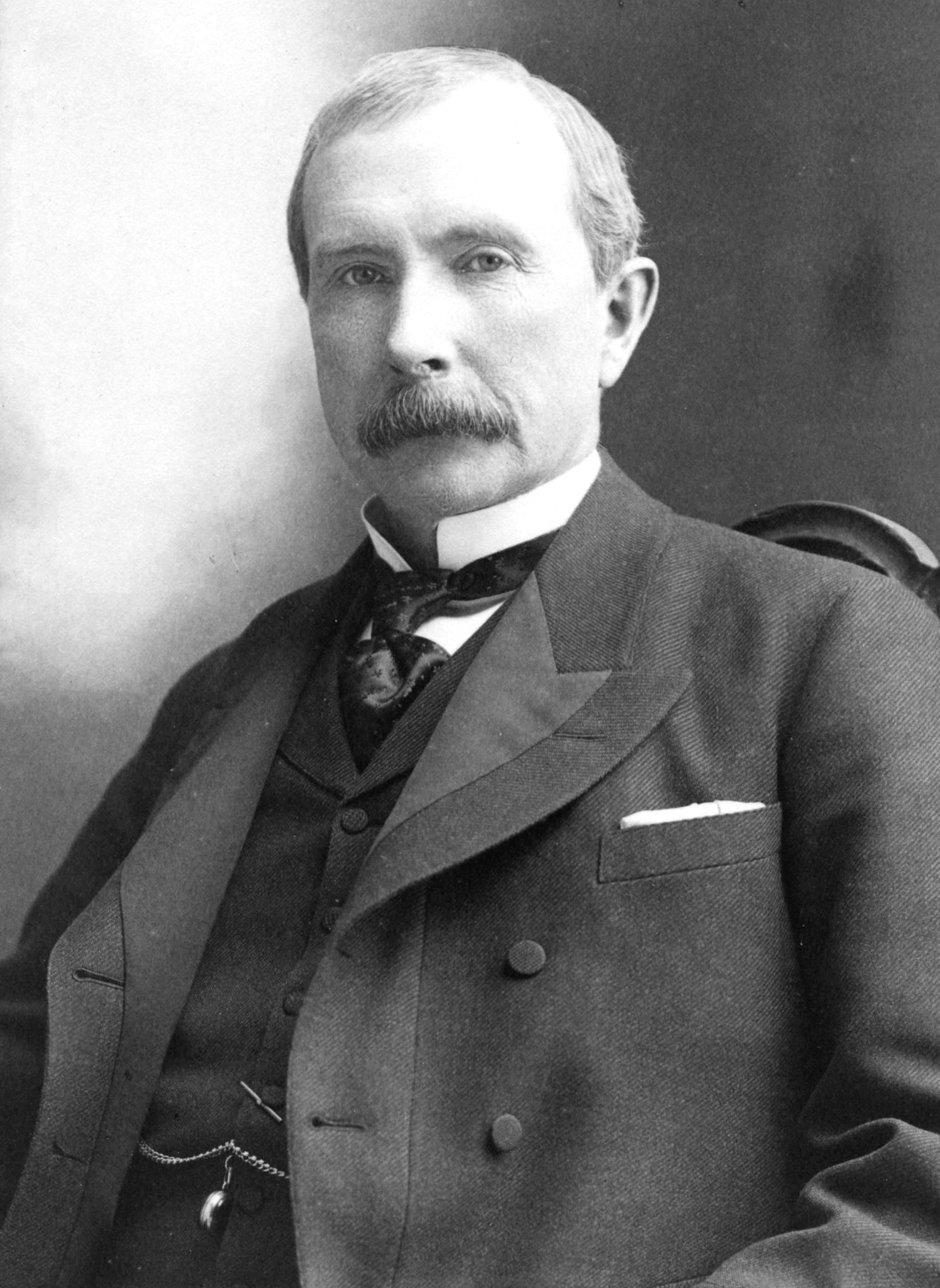
John Davison Rockefeller (1839–1937), della famiglia Rockefeller

## Antichità
- Egibi della Mesopotamia

## Età moderna
| Famiglia                 | Compagnia                                                                                | Luogo di origine         | Principali paesi di residenza |
| ------------------------ | ---------------------------------------------------------------------------------------- | ------------------------ | ----------------------------- |
| Albizzi                  |                                                                                          | Firenze                  | Italia                        |
| Bardi                    |                                                                                          | Firenze                  | Italia                        |
| Baring                   | Barings Bank, Baring Vostok Capital Partners                                             | Brema                    | Germania Regno Unito          |
| Berenberg-Gossler-Seyler | Berenberg Bank                                                                           | Anversa                  | Belgio, Germania              |
| Bordier                  | Bordier & Cie                                                                            | Ginevra                  | Svizzera                      |
| Botín                    | Banco Santander                                                                          | Santander                | Spagna                        |
| Cerchi                   |                                                                                          | Firenze                  | Italia                        |
| Clifford                 |                                                                                          | Clifford (Herefordshire) | Regno Unito, Paesi Bassi      |
| Coutts                   | Coutts & Co                                                                              | Londra                   | Regno Unito                   |
| Fugger                   |                                                                                          | Augusta                  | Germania                      |
| Goldman–Sachs            | Goldman Sachs                                                                            | New York                 | Stati Uniti                   |
| Gondi                    |                                                                                          | Firenze                  | Italia                        |
| Hoare                    | C. Hoare & Co                                                                            | Londra                   | Regno Unito                   |
| Hope                     | Hope & Co.                                                                               | Amsterdam                | Paesi Bassi                   |
| Hottinger                | Hottinger Group                                                                          | Zurigo                   | Svizzera                      |
| Hochstetter              |                                                                                          | Höchstädt                | Germania                      |
| Medici                   | Banco dei Medici                                                                         | Firenze                  | Italia                        |
| Mellon                   | Bank of New York Mellon                                                                  | Pittsburgh               | Stati Uniti                   |
| Metzler                  | Metzler Bank                                                                             | Francoforte              | Germania                      |
| Morgan                   | Morgan Stanley, JPMorgan Chase                                                           | New York                 | Stati Uniti                   |
| Nanda                    |                                                                                          | Atlanta                  | India                         |
| Oppenheim                | Sal. Oppenheim, Deutsche Bank                                                            | Colonia                  | Germania                      |
| Pazzi                    |                                                                                          | Firenze                  | Italia                        |
| Peruzzi                  |                                                                                          | Firenze                  | Italia                        |
| Rockefeller              | Rockefeller Financial Services (Rockefeller & Co), JPMorgan Chase                        | Cleveland, New York      | Stati Uniti                   |
| Rothschild               | N M Rothschild & Sons, RIT Capital Partners, Rothschild & Co, Edmond de Rothschild Group | Francoforte              | Germania                      |
| Salviati                 |                                                                                          | Firenze                  | Italia                        |
| Schröder                 | Schroders                                                                                | Amburgo                  | Germania                      |
| Smith                    | Smith's Bank                                                                             | Nottingham               | Regno Unito                   |
| Solaro                   |                                                                                          | Asti                     | Italia                        |
| Strozzi                  |                                                                                          | Firenze                  | Italia                        |
| Van De Put               | Van De Put & Co Private Bankers                                                          | Anversa                  | Belgio                        |
| Van Lanschot             | Van Lanschot                                                                             | Zundert                  | Paesi Bassi                   |
| Wallenberg               | Skandinaviska Enskilda Banken, Investor                                                  | Linköping                | Svezia                        |
| Warburg                  | M. M. Warburg & Co., Warburg Pincus, UBS                                                 | Amburgo                  | Germania                      |
| Welser                   |                                                                                          | Augusta                  | Germania                      |